# Басшилі
Басшилі́ (каз. Басшилі) — село у складі Мугалжарського району Актюбінської області Казахстану. Входить до складу Єнбецького сільського округу.
У радянські часи село називалося Знаменськ.
Населення — 626 осіб (2021; 778 у 2009, 863 у 1999, 882 у 1989).